# Железопътна линия Волуяк – Банкя
Железопътна линия Волуяк – Банкя е единична, електрифицирана, междурелсие 1435 mm, отклонение от главна линия № 1.

## История
Линията е построена от Управлението на железопътните съобщения (УЖПС) по нареждане на Щаба на действащата армия (ЩДА). По това време името на гара Волуяк е Божурище и през лятото на 1917 г. от нея до аеропланното училище при с. Божурище е построен железопътен клон с дължина от около 3,3 km, за превозване на строителните материали и тежките стоманени покривни конструкции на изгражданите хангари.Още преди да започне използването на този клон, ЩДА нарежда на УЖПС да продължи линията до с. Банкя, за по-бърза връзка, с оглед отбраната на София и улесняване превозът на ранени или болни войници, докарани в санитарни влакове от фронта.
За линията до Банкя са използвани около 2,2 km от клона за аеропланното училище. Със стрелка на открит път и голяма лява крива линията се отделя от него и се насочва по новото си трасе. Клонът към аеропланното училище остава с дължина 1,1 км. Целият участък Волуяк – Банкя (10,9 km) е открит за експлоатация на 5 август 1918 г., още преди да бъде завършен напълно. С довършителните работи, за обслужване на с. Божурище и летището е направена нова спирка „Аеропланно училище“ (km 10+880 от гара София), която по-късно е преименувана на „Божурище“, а дотогавашната гара Божурище – на гара Волуяк.

## Експлоатация
До средата на 60-те години на миналия век, гара Банкя е открита и за товаро-разтоварна дейност. През нея се е извършвало почти цялото снабдяване на Банкя с продоволствени стоки, строителни материали и горива. Тези товарни влакове са се обслужвали основно с локомотиви серия 28.00.
Между София и Банкя се осъществява и голямо движение на пътници - голяма част от населението на Банкя работи в София, а софиянци масово използват минералните бани там. За това пъническите влакове София – Банкя – София са били 6 – 8 чифта на ден. Композициите са били 5 или 6 четириосни пътнически вагона, возени от парни локомотиви серии 10.00 и 11.00.
След 1966 г. влаковете започват да се обслужват с дизелови локомотиви серия 51, като зимно време към състава се е прикачвал двуосен вагон-отоплител. От 1969 г. пътническото движение се поема от ДМВ серия 18, а след електрификацията на линията – от ЕМВ серия 32.
След 2007 – 2008 г. линията се обслужва с ЕМВ от сериите 30 и 31, като понастоящем пътническото движение се поддържа с 4 чифта влакове дневно.

## Технически съоръжения по железопътната линия

### Гари и разделни постове
| име на гарата | приемно-отправни коловози (ПОК) | приемно-отправни коловози (ПОК) | приемно-отправни коловози (ПОК) | осигурителна инсталация |
| име на гарата | брой ПОК                        | максимална полезна дължина      | минимална полезна дължина       | осигурителна инсталация |
| ------------- | ------------------------------- | ------------------------------- | ------------------------------- | ----------------------- |
| (София)       | 14                              | 1108                            | 360                             | МРЦ                     |
| Волуяк        | 7                               | 702                             | 473                             | МРЦ                     |
| Банкя         | 3                               | 300                             | 250                             | без ОИ                  |

### Мостове
| междугарие       | намира се на път № | намира се на km | обща дължина, m | изграден от  | препятствие       |
| ---------------- | ------------------ | --------------- | --------------- | ------------ | ----------------- |
| (София – Волуяк) | 1 и 2              | 1+241           | 35,70           | стоманобетон | жп. коловоз и път |
| (София – Волуяк) | 1 и 2              | 2+317           | 28,00           | стоманобетон | Суходолска река   |
| (София – Волуяк) | 1 и 2              | 5+658           | 31,00           | стомана      | река Какач        |
| Волуяк – Банкя   |                    | 16+913          | 29,50           | стомана      | река Какач        |
| Волуяк – Банкя   |                    | 17+398          | 40,00           | стомана      | река              |